# Bodaczów
Bodaczów is een plaats in het Poolse district  Zamojski, woiwodschap Lublin. De plaats maakt deel uit van de gemeente Szczebrzeszyn en telt 2300 inwoners.

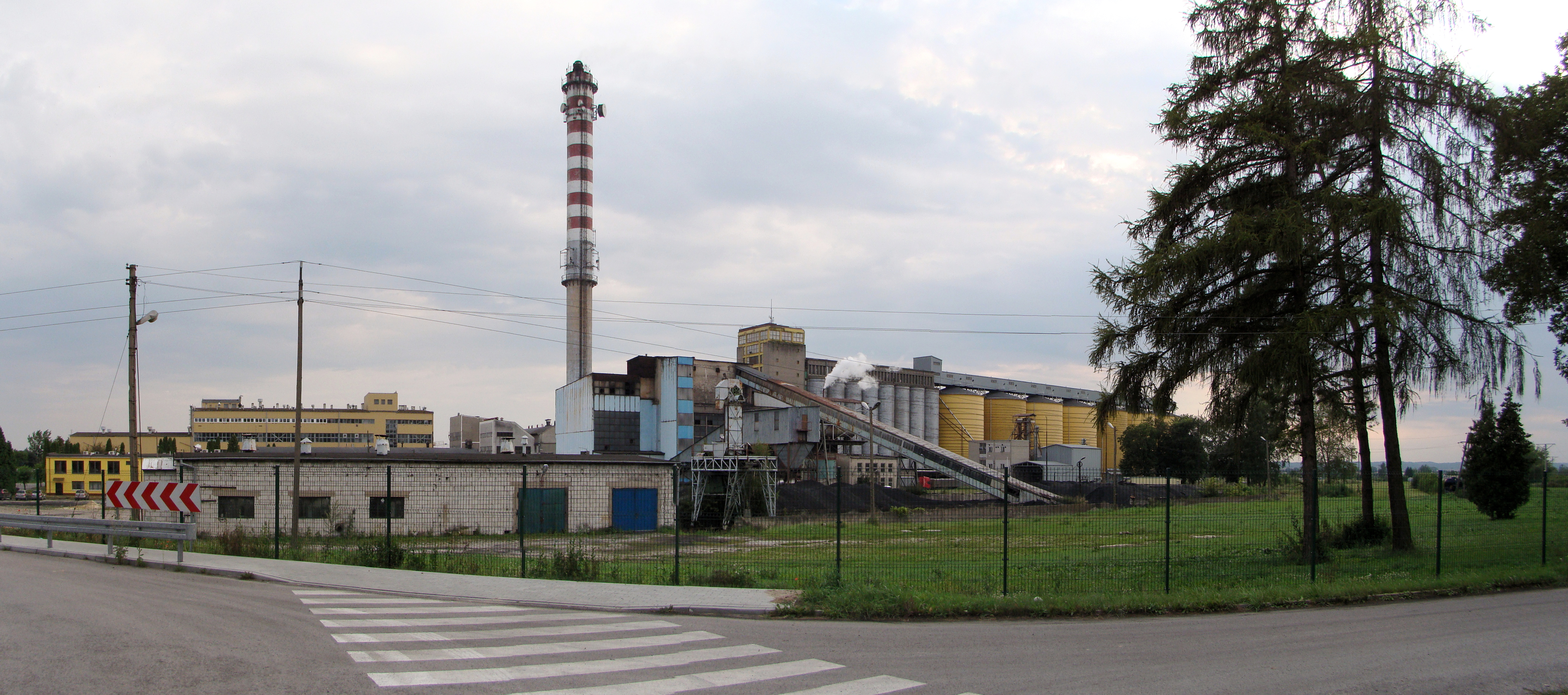
Bodaczów
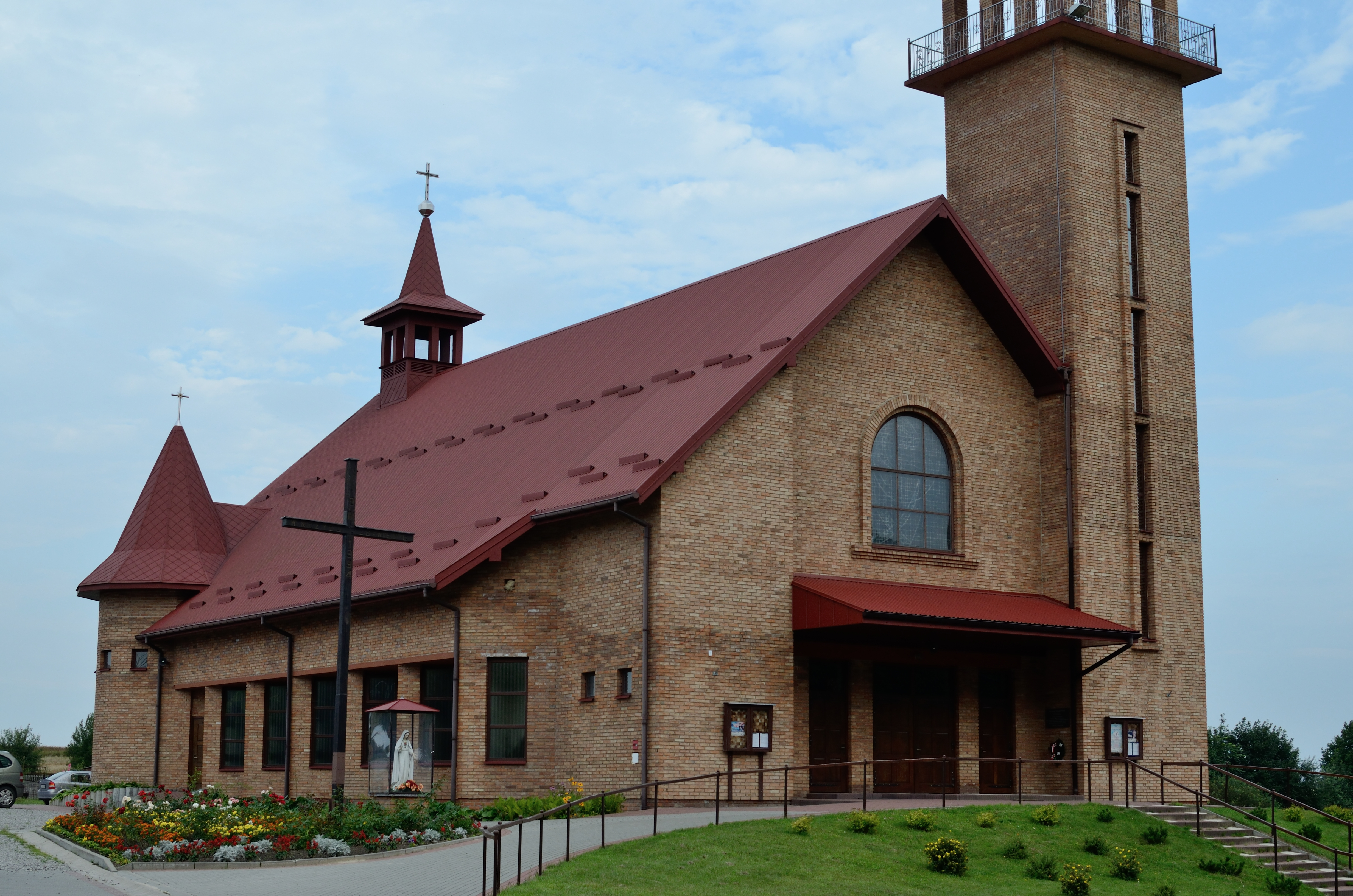
Kerk in Bodaczów